# David Firth
David Firth (ur. 23 stycznia 1983 w Doncaster) – brytyjski autor filmów animowanych. Stworzył filmy i seriale, takie jak: Salad Fingers, Spoilsbury Toast Boy, Panathinaikos Bear, Devvo, Burnt Face Man, Sock oraz wiele jednoczęściowych filmików, m.in. Milkman, Socklops, Health Reminder, Aussies i The Child that Smelt Funny.
Prowadzi własną stronę internetową (fat-pie.com), na której prezentuje autorskie kreskówki czy filmy animowane, a także prowadzi sklep z gadżetami i ubraniami z postaciami z kreskówek.